# Collemataceae
Collemataceae is een botanische naam voor een familie van korstmossen behorend tot de orde Peltigerales. Het typegeslacht is Collema. De familie telt in ruim 189 soorten (peildatum januari 2023).
De familie bestaat uit de volgende tien geslachten:
- Blennothallia (4)
- Callome (1)
- Collema (24)
- Enchylium (12)
- Hondaria (1)
- Lathagrium (10)
- Leptogium (84)
- Pseudoleptogium (1)
- Rostania (5)
- Scytinium (47)